# 苏埠镇
苏埠镇，是中华人民共和国安徽省六安市裕安区下辖的一个乡镇级行政单位。

## 行政区划
苏埠镇下辖以下地区：
南外社区、东街社区、南街社区、西街社区、苏南村、八里村、田垅村、黄莲村、陵波村、戚桥村、大巷村、万寿村、孙湾村、白圩村、碾盘村、淠河村、横排头村、卢氏祠村、范大塘村和南楼村。